# Hypnum bambergeri
Hypnum bambergeri là một loài Rêu trong họ Hypnaceae. Loài này được Schimp. mô tả khoa học đầu tiên năm 1860.

## Hình ảnh

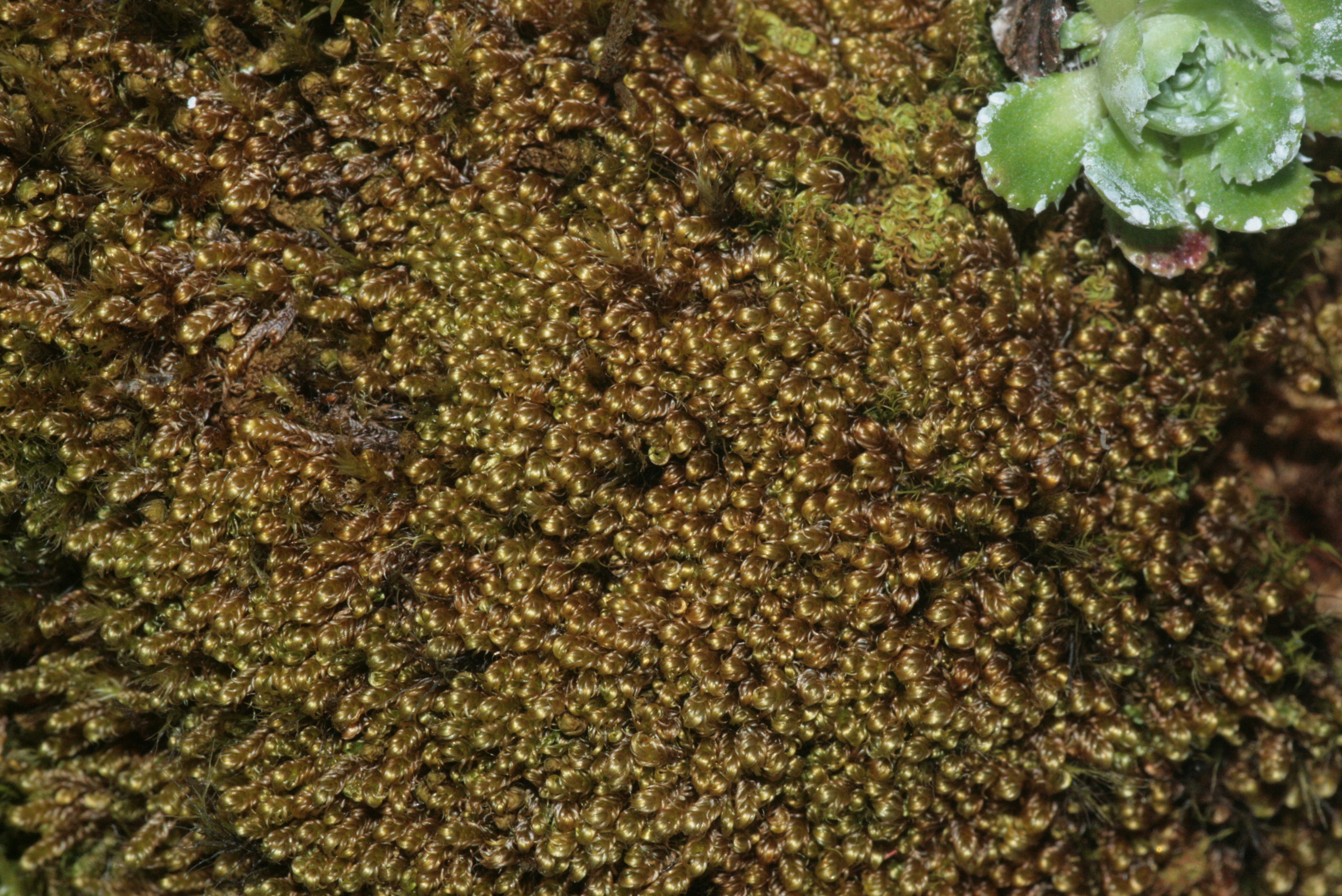
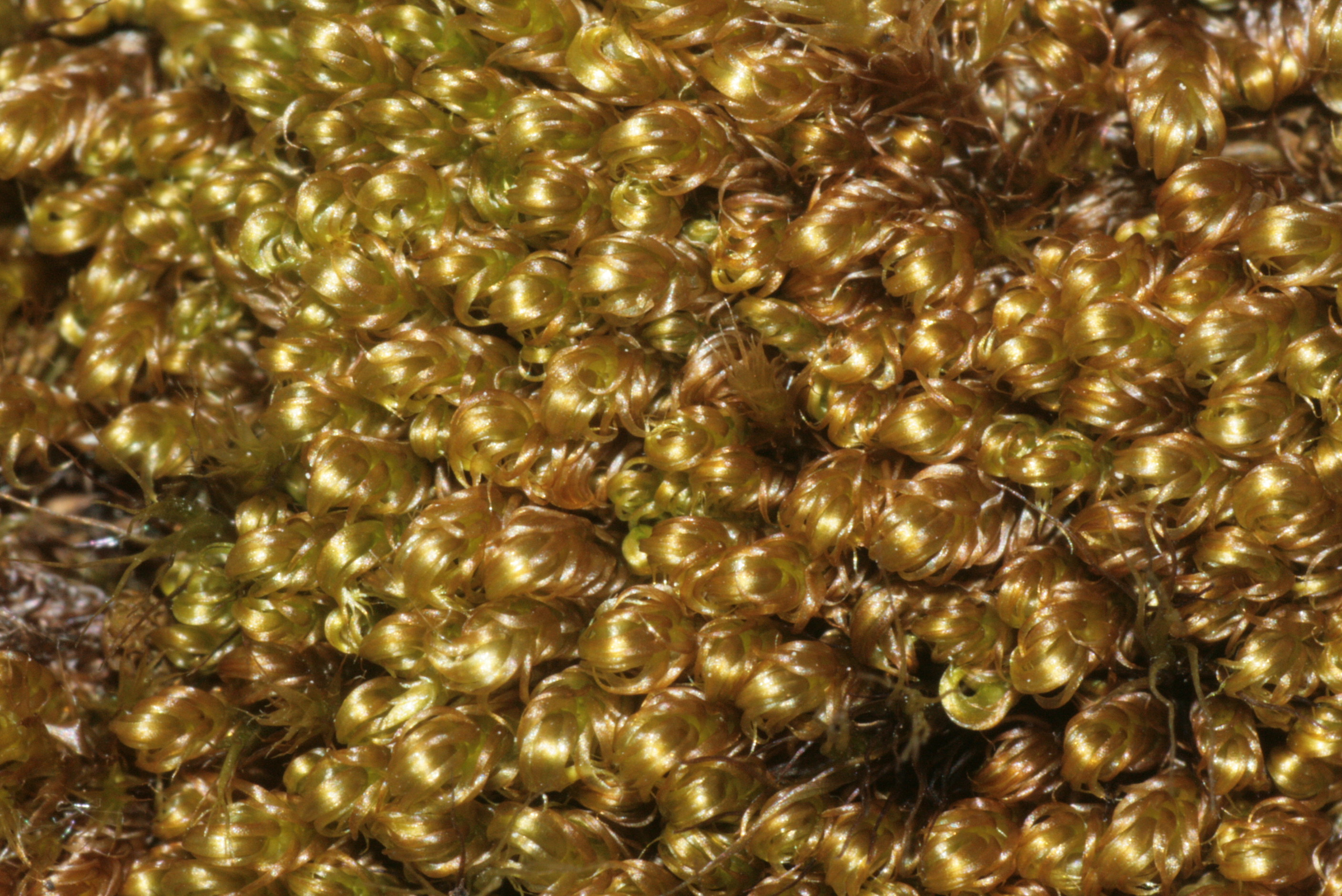
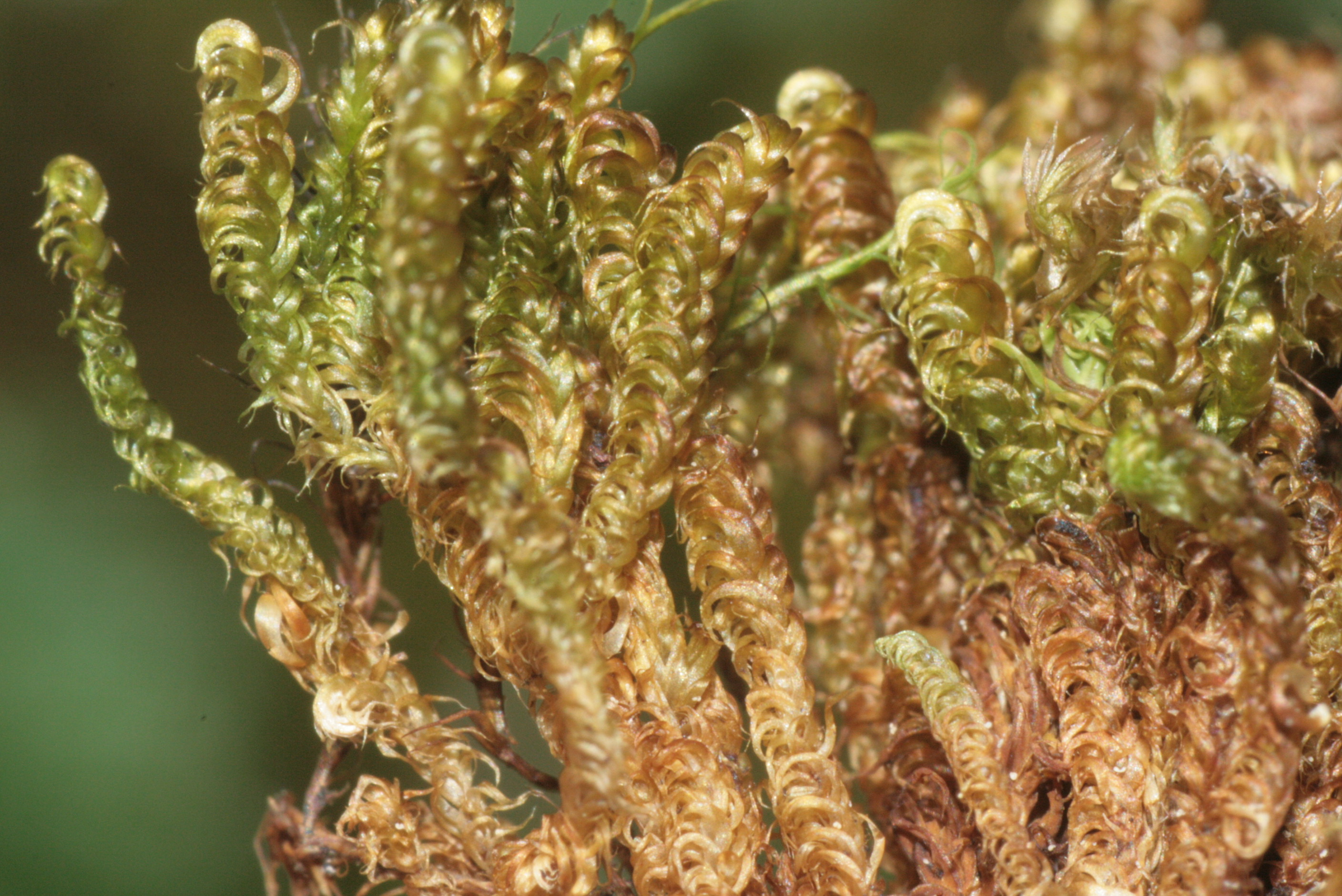
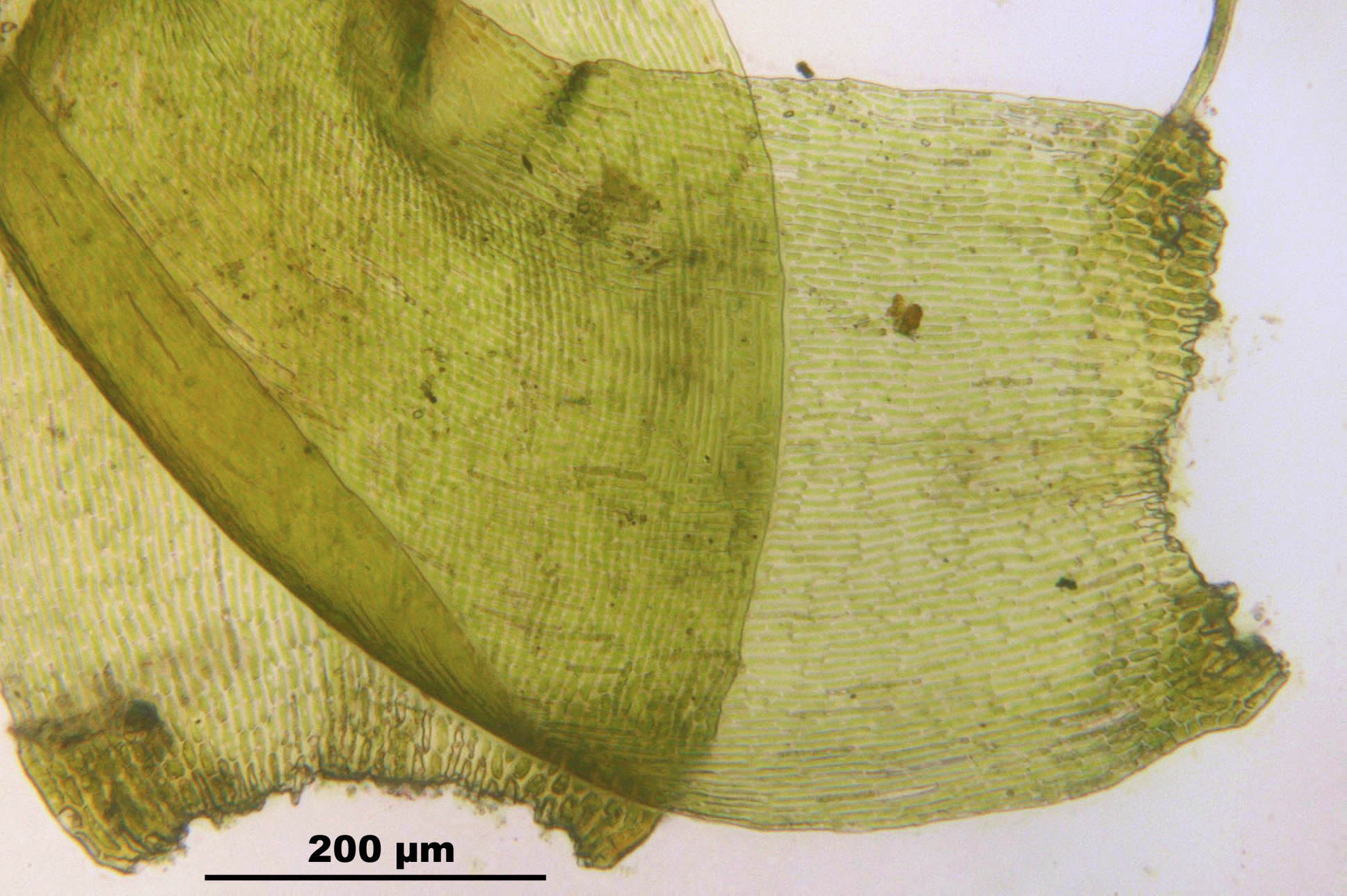